# Museo d'arte Archip Kuindži
Il museo d'arte Archip Kuindži è un museo della città ucraina di Mariupol', che è stato inaugurato il 30 ottobre 2010. Nel 2019 l'ambasciatrice francese in Ucraina, Isabelle Dumont, ha visitato il museo.   Nel marzo 2022 il museo è stato distrutto durante l'invasione russa.

## Storia
Prima dell'invasione russa dell'Ucraina del 2022 la collezione era composta da 650 dipinti, 960 opere grafiche, 150 sculture e oltre 300 oggetti d'arte ed era considerata una delle migliori dell'Ucraina.
Era dedicato alle opere dell'artista Archip Ivanovič Kuindži, nato in città e battezzato nella chiesa della Natività della Vergine. Il fonte battesimale della chiesa si trovava nel Museo d'arte Archip Kuindži. Nel museo si trovavano tre opere originali di Archip Kuindži, oltre a copie delle sue opere. Le opere originali erano tre dipinti di Kuindži: Tramonto rosso, Autunno - Crimea  ed Monte Elbrus
Nel museo si trovavano pure opere originali di Tetjana Nylyvna Jablons'ka, Ivan Ivanovič Šiškin, Vasilij Vasil'evič Vereščagin, Ivan Konstantinovič Ajvazovskij, Nikolaj Petrovič Gluščenko, Ivan Stepanovič Marčuk e Victoria Vladimirovna Kovalčuk.

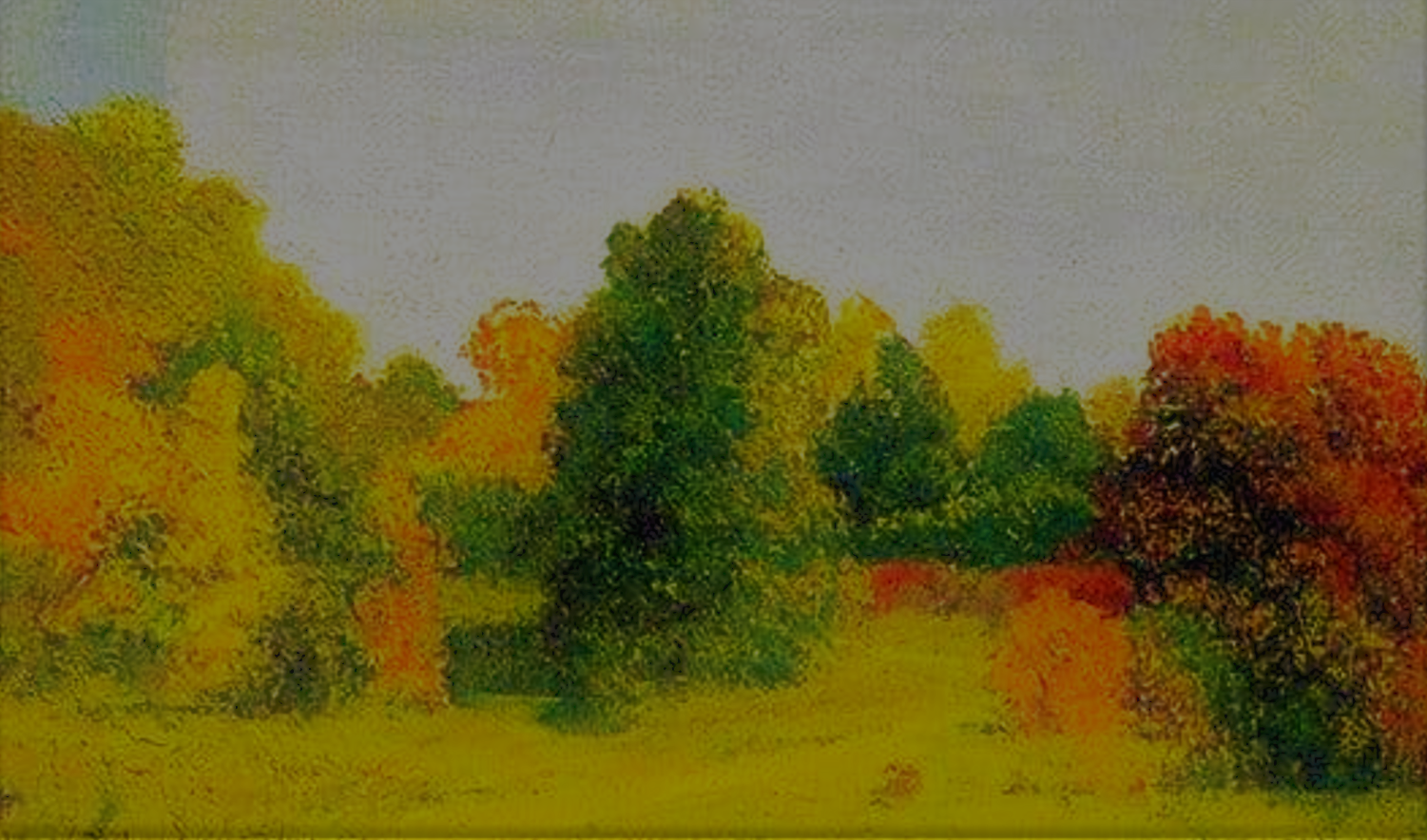
Autunno - Crimea
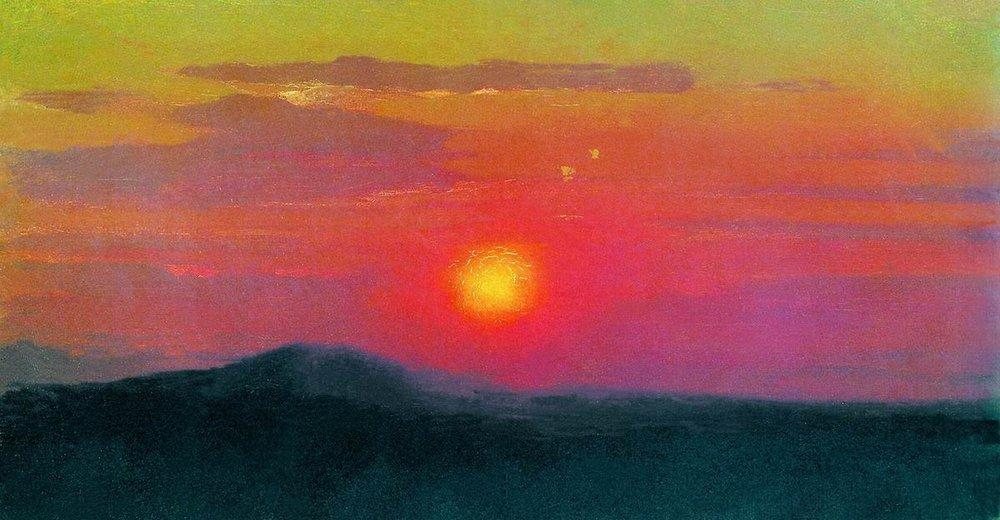
Tramonto rosso
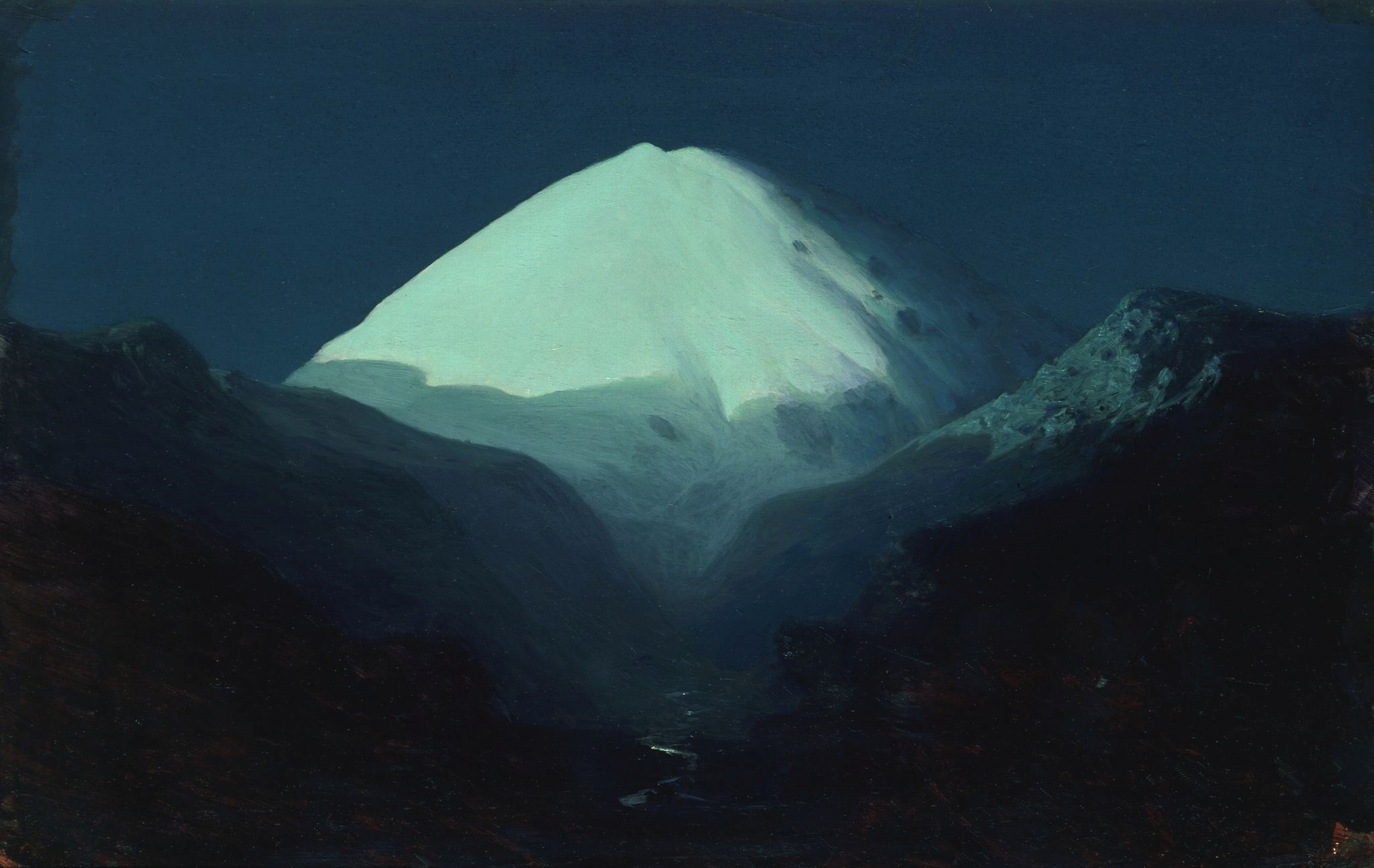
Monte Elbrus
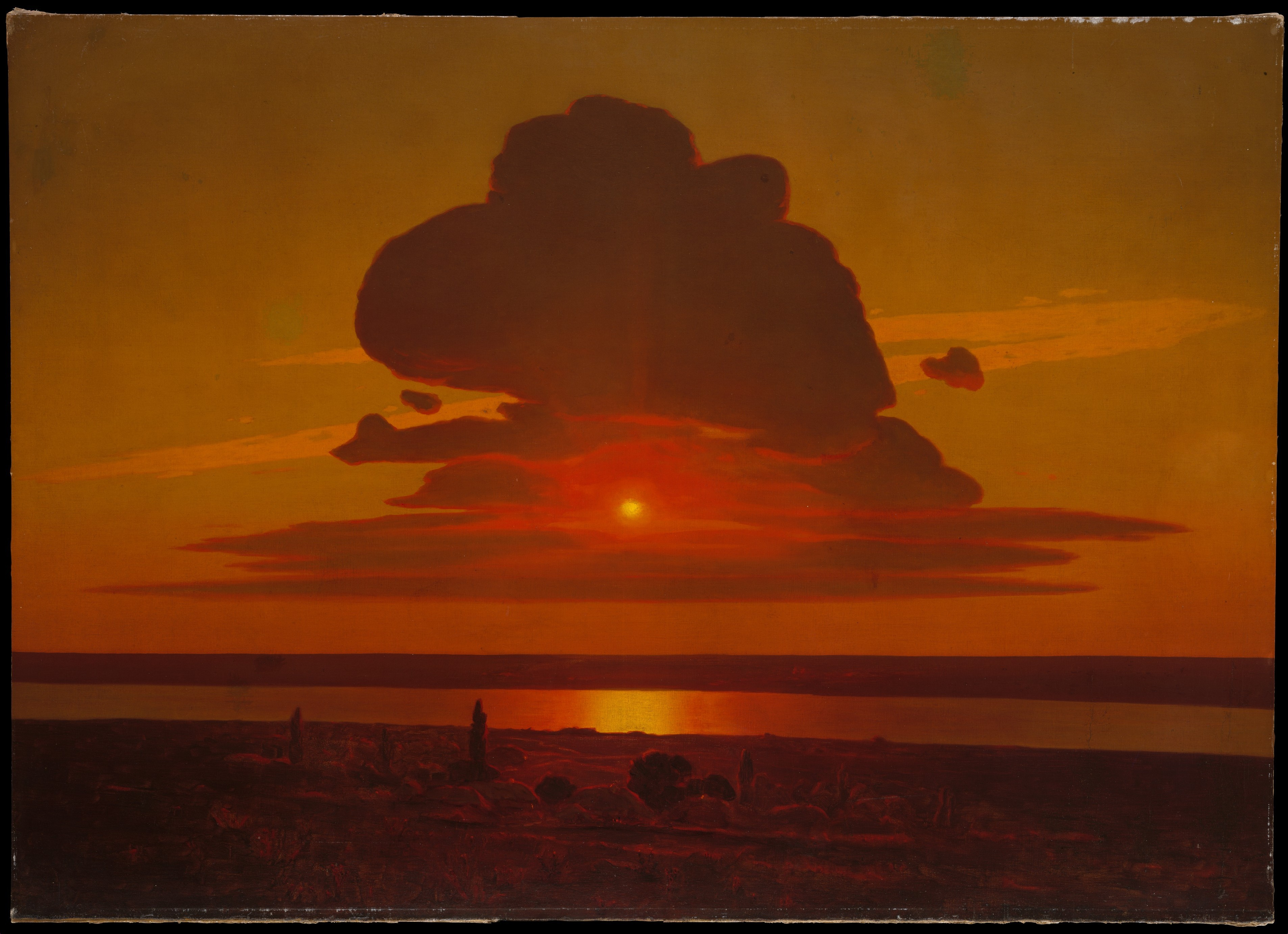
Tramonto rosso - Dnieper